# 黔江区
黔江区是中华人民共和国重庆市下辖的一个市辖区。位于重庆市东南部，公路距离重庆主城区425公里，是重庆市唯一的一个少数民族自治县改设的市辖区，设区后仍比照民族自治地方，享受民族优惠政策。

## 建制沿革
- 建安之年（201），益州牧刘漳置丹兴县，为黔江建县之初。
- 公元280年，晋实行州郡县三级制，丹兴废，其地并入涪陵、汉夏二县。
- 北周保定四年（564），在彭水置奉州（建德三年改名黔州），县为其属地。
- 隋开皇五年（585）置石城县。
- 唐武德元年（618）石城县改属黔州，天宝元年（742）改名黔江，属黔安郡（黔州）。
- 清初，黔江县属重庆府。十三年（1735）酉阳土司"改土归流"后，置酉阳直隶州，废黔彭直隶万，复置黔江县，属酉阳直隶州。
- 民国元年（1912）废府，州、厅，黔江直属省。
- 1949年11月25日，成立黔江县人民政府，隶属川东行政专区。1950年1月23日，置酉阳专区，领酉阳、秀山、黔江3县。1952年9月，酉阳专区并入涪陵专区，黔江随之属涪陵专区。1983年11月，经中华人民共和国国务院批准，撤销黔江县，建立黔江土家族苗族自治县。
- 1988年5月18日经国务院批准（从原涪陵地区10县中将酉秀黔彭石五个自治县划出单设）成立四川省黔江地区，辖石柱土家族自治县、彭水苗族土家族自治县、黔江土家苗族自治县、酉阳土家苗族自治县、秀山土家苗族自治县。
- 1997年重庆市升格为直辖市后，黔江地区纳入重庆市管理，1998年6月18日，黔江地区撤销，转设重庆市黔江开发区，并代管原黔江地区的5个县。2000年6月，国务院批准撤销重庆市黔江开发区及黔江土家苗族自治县，设立由重庆市直辖的黔江区，与其他4个自治县直接隶属于重庆市[3]。

## 地理
- 黔江区位于重庆市的东南边缘，地处武陵山腹地，东临湖北省的咸丰县，西界彭水县，南连酉阳县，北接湖北利川市，是渝、鄂、湘、黔四省市的结合部。
- 辖区范围在东经108度28分至108度56分，北纬29度4分至29度52分之间。东西宽45公里，南北长90公里。全区幅员面积为2398.7平方公里。
- 最高点灰千粱子，海拔高度为1938.5米,最低点为黑溪河谷马斯口,海拔320米。

| 黔江(1981−2010)      | 黔江(1981−2010) | 黔江(1981−2010) | 黔江(1981−2010) | 黔江(1981−2010) | 黔江(1981−2010) | 黔江(1981−2010) | 黔江(1981−2010) | 黔江(1981−2010) | 黔江(1981−2010) | 黔江(1981−2010) | 黔江(1981−2010) | 黔江(1981−2010) | 黔江(1981−2010) |
| 月份                 | 1月             | 2月             | 3月             | 4月             | 5月             | 6月             | 7月             | 8月             | 9月             | 10月            | 11月            | 12月            | 全年            |
| -------------------- | --------------- | --------------- | --------------- | --------------- | --------------- | --------------- | --------------- | --------------- | --------------- | --------------- | --------------- | --------------- | --------------- |
| 历史最高温 °C（°F）  | 21.2 (70.2)     | 27.6 (81.7)     | 31.6 (88.9)     | 34.2 (93.6)     | 35.1 (95.2)     | 37.2 (99.0)     | 38.4 (101.1)    | 39.5 (103.1)    | 36.6 (97.9)     | 33.6 (92.5)     | 27.0 (80.6)     | 19.8 (67.6)     | 39.5 (103.1)    |
| 平均高温 °C（°F）    | 8.3 (46.9)      | 10.1 (50.2)     | 14.7 (58.5)     | 20.9 (69.6)     | 25.3 (77.5)     | 28.0 (82.4)     | 30.8 (87.4)     | 31.2 (88.2)     | 26.9 (80.4)     | 20.7 (69.3)     | 15.7 (60.3)     | 10.2 (50.4)     | 20.2 (68.4)     |
| 日均气温 °C（°F）    | 4.9 (40.8)      | 6.6 (43.9)      | 10.3 (50.5)     | 15.7 (60.3)     | 20.1 (68.2)     | 23.2 (73.8)     | 25.8 (78.4)     | 25.6 (78.1)     | 21.8 (71.2)     | 16.4 (61.5)     | 11.6 (52.9)     | 6.5 (43.7)      | 15.7 (60.3)     |
| 平均低温 °C（°F）    | 2.5 (36.5)      | 4.1 (39.4)      | 7.3 (45.1)      | 12.1 (53.8)     | 16.4 (61.5)     | 19.8 (67.6)     | 22.3 (72.1)     | 21.7 (71.1)     | 18.4 (65.1)     | 13.7 (56.7)     | 8.9 (48.0)      | 4.0 (39.2)      | 12.6 (54.7)     |
| 历史最低温 °C（°F）  | −4.0 (24.8)     | −4.2 (24.4)     | −2.2 (28.0)     | 3.0 (37.4)      | 8.5 (47.3)      | 12.9 (55.2)     | 15.7 (60.3)     | 14.7 (58.5)     | 10.8 (51.4)     | 3.6 (38.5)      | −0.9 (30.4)     | −4.0 (24.8)     | −4.2 (24.4)     |
| 平均降水量 mm（）    | 21.4 (0.84)     | 31.2 (1.23)     | 46.8 (1.84)     | 109.4 (4.31)    | 163.7 (6.44)    | 177.9 (7.00)    | 184.7 (7.27)    | 163.2 (6.43)    | 103.0 (4.06)    | 96.3 (3.79)     | 55.6 (2.19)     | 19.6 (0.77)     | 1,172.8 (46.17) |
| 来源：中国气象数据网 |                 |                 |                 |                 |                 |                 |                 |                 |                 |                 |                 |                 |                 |

## 行政区划
黔江区下辖6个街道办事处、15个镇、9个乡：
城东街道、城南街道、城西街道、正阳街道、舟白街道、冯家街道、阿蓬江镇、石会镇、黑溪镇、黄溪镇、黎水镇、金溪镇、马喇镇、濯水镇、石家镇、鹅池镇、小南海镇、邻鄂镇、白石镇、中塘镇、沙坝镇、蓬东乡、杉岭乡、太极乡、水田乡、白土乡、金洞乡、五里乡、水市乡和新华乡。

## 辖区变化
- 黔江黃溪區鳳池山、李家營一帶，原系彭水縣的召南鄉，是彭水縣仲入江境內的一塊長60里、寬20里的插花地，而當年黔江的三義鄉，有承糧面積312.5公頃，又是嵌在彭水縣境內的一塊飛地。1940年11月，經酉陽專署核准，從1941年9月1日起，彭屬召南鄉由黔江管轄，黔屬三義鄉劃歸彭水管轄。
- 川鄂邊境的大路壩場和沙子場，原都是「川湖各半」。現在沙子場仍為兩縣分轄，大路壩場全由湖北省咸豐縣管轄。
- 1952年7月，將西陽縣北部的第七、八、九、十等4個區所領馬喇、官莊、濯水、濯西、水市、聯合、鵝池、學堂、沙石、太極、兩河、龍田、犁彎、早化等14個鄉，劃歸黔江。
- 1965年2月，將湖北省利川縣文斗區的長河、雙林、慶林、八角等4個鄉劃入黔江縣，後又復歸利川縣管轄。

## 人口
总人口48.15万人，其中非农业人口5.63万人。民族有汉族、土家族、苗族、回族等14个，其中，少数民族人口占总人口的72.4%。人口密度为199人/平方公里。

## 交通

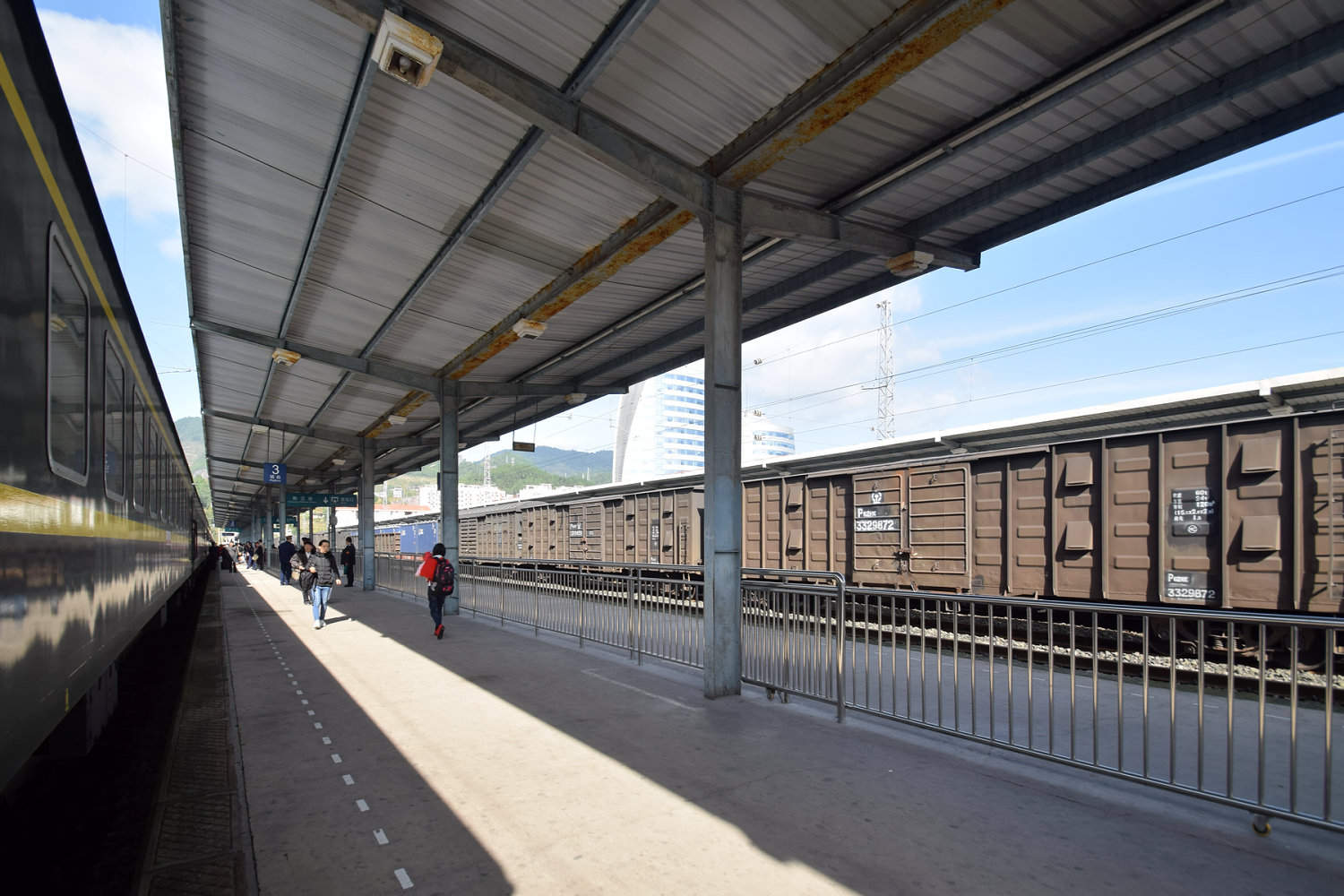
黔江站

- 319国道、 353国道过境。
- 渝湘高速公路
- 渝怀铁路
- 黔张常铁路：黔江站、黔江北站
- 黔江武陵山机场

## 文化教育
城区共有中学6所：黔江中学、新华中学、民族中学、实验中学、人民中学、平坝中学，其中普通高中三所，民族中学，黔江中学，新华中学,小学4所:人民小学、黔江实验小学、民族小学、新华小学，有一广播电视大学，重庆市黔江区民族职业教育中心，以及重庆旅游职业学院、黔江经贸职业学院两所普通高等专科学校。黔江拥有一家广播电视集团和一家报业公司。即1991年成立，1992年7月18日正式开播的黔江电视台和1988年成立的武陵都市报。

## 旅游资源
- 国内迄今为止保存最完整的古地震遗址——小南海
- 阿蓬江峡谷
  - 官渡峡
  - 神龟峡
- 五里峡
- 武陵山
- 黔江国家森林公园
- 桥头村风雨廊桥与吊脚楼建筑群
- 灰千梁子原始森林
- 三百丈、一百八十步黄板梯
- 太平洞石刻群
- 城东至舟白一带有壮年晚期及老年期丹霞地貌景观